# Leptataspis fulviceps
Leptataspis fulviceps is een halfvleugelig insect uit de familie schuimcicaden (Cercopidae). De wetenschappelijke naam van deze soort is voor het eerst geldig gepubliceerd in 1850 door Dallas.